# Карпиньский, Францишек
Франци́шек Карпи́ньский (пол. Franciszek Karpiński; 4 октября 1741, Голосков — 16 сентября 1825, Волковыск) — польский поэт, драматург, представитель сентиментализма.

## Биография
Францишек Карпиньский родился 4 октября 1741 года в селе Голосков (Русское воеводство, Речь Посполитая) в семье мелких шляхтичей Анджея и Розалии Карпиньских. 8 октября 1741 года имение его родителей подверглось нападению украинских патриотов под командованием Олексы Довбуша, который гуманно обошелся с роженицей и младенцем.
Обучался Францишек Карпиньский в коллегии иезуитов в Станиславове, где два года изучал риторику и философию. Во время учёбы, 24 апреля 1754 года, он стал свидетелем казни Василия Баюрака, соратника и преемника Олексы Довбуша.
После окончания коллегии учился во Львовском университете, где получил степень доктора философии и гуманитарных наук и степень бакалавра теологии. Затем обучался иностранным языкам и биологии в Вене.
В 1781 году издал первый том стихов. Он был членом «Общества друзей науки» в Варшаве, но всегда отказывался от почетных должностей.
В 1819 году купил поместье Харавшчина в Волковысском уезде, где написал мемуары и провел последние годы жизни.
У него было три возлюбленных женщины, которых он называл одним именем «Юстина», однако поэт никогда не был женат.
Францишек Карпиньский умер 16 сентября 1825 года в Волковыске. Его могила находится на территории костёла Пресвятой Троицы и монастыря миссионеров в д. Лысково (ныне Пружанский район Брестской области).

## Творчество
Францишек Карпиньский писал стихи, песни и баллады: идиллии («Лаура и Филон»), стихи о любви («К Юстине»), думы, элегии,
патриотические стихи, религиозные песни («Утренняя песня», «Все наши повседневные дела», «Бог идет с небес», «Песня о рождении Господа»); является автором стихотворного перевода на польский язык «Псалмов Давида» и автобиографии «История моего возраста и люди, с которыми я жил» (1792), комедии «Аренда», трагедии «Болеслав III», литературоведческого исследования «О произношении в прозе или стихи» (1782).
Кроме стихов, Францишек Карпиньский оставил исторические воспоминания о городе Ивано-Франковске — в «Памятнике», опубликованном в Кракове в 1844 году. Они стали важным источником по истории города начала второй половины XVIII века.